# 5727 Pierobenvenuti
5727 Pierobenvenuti este o planetă minoră (asteroid), cu un diametru de 4,228 km, din centura de asteroizi. A fost descoperită pe 19 ianuarie 1988 la Observatorul La Silla de Henri Debehogne. 
Obiectul prezintă o orbită caracterizată de o semiaxă mare de 2,3295376 UAi, o excentricitate de 0,0756052, o înclinație de 6,21535 ° în raport cu ecliptica.